# رونه بریستروم
رونه بریستروم (سوئدی: Rune Bergström; ۵ سپتامبر ۱۸۹۱ – ۷ مهٔ ۱۹۶۴) بازیکن فوتبال اهل سوئد بود.
از باشگاه‌هایی که در آن بازی کرده‌است می‌توان به باشگاه فوتبال ای‌آی‌کی اشاره کرد.